# Restriktionsrätt

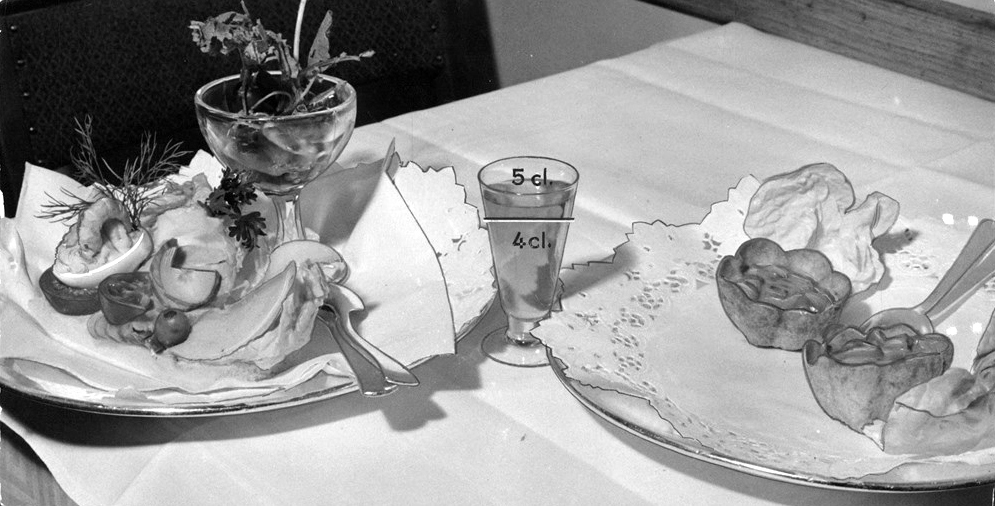
Två typer av restriktionsrätter; till vänster en landgång med räkor, gurka och tomat (kall rätt), och till höger krustader med svamp (varm rätt). Innan 1 oktober 1955 fick sprit bara serveras till varma rätter. Efter detta datum fick sprit även servers till kalla rätter över ett reglerat minimipris.

Restriktionsrätt var en maträtt som måste serveras för att man som restauranggäst skulle få köpa sin alkoholranson under den tid som kontrollsystemet med serveringsrestriktioner tillämpades i Sverige, åren 1922 (i några lokala fall tidigare) till 1 oktober 1955. Serveringsrestriktionerna var resultatet av en politisk kompromiss efter folkomröstningen om rusdrycksförbud i Sverige 1922.

## Historia
Serveringsrestriktionerna på restaurang hade två funktioner. Dels reglerade de den allmänna spritkonsumtionen, dels var de ett sätt för dem som inte godkändes för att inneha en motbok att ändå få köpa och dricka alkohol men då under kontrollerade former. 
Från 1920-talet till 1955 var de spritserverande restaurangerna i Sverige indelade i tre klasser: 
- Förstaklassrestauranger som också kallades för finkrogar eller guldkrogar. De var oftast privatägda.
- Andraklassrestauranger hade bättre mat, duk på borden och ett mellanläge i prisnivån. De ägdes privat eller av staten genom Sveriges Allmänna Restaurangbolag (SARA-bolagen).
- Tredjeklassrestauranger var enklare restauranger med enkel mat och de hade sällan duk på borden. De kallades också folkrestauranger. År 1938 förstatligades alla folkrestauranger och de drevs därefter av SARA-bolagen.

Serveringsrestriktionerna för män var vanligen totalt 15 cl fördelat på 10 cl vit sprit (till exempel rent brännvin) och 5 cl brun sprit (som eau de vie) vilket gav upphov till begreppet ”två vita och en brun”. Kvinnor serverades vanligen inte mer än halv ranson. Spriten dracks som snapsar, lättgroggar eller avec till kaffet. En lättgrogg innehöll 2,5 cl alkohol och en hel ranson kunde därför bli till sex lättgroggar. Vin omfattades inte av några restriktioner utan var relativt fritt att dricka. Det var dock sällsynt att arbetsklassen drack vin varför både motboken och serveringsrestriktionerna på de enklare och billigare andra- och tredjeklassrestaurangerna kan beskrivas som en klasslag.

## Maträtter som var restriktionsrätter
Restriktionsrätterna var inte till för att ätas utan de följde automatiskt med när man beställde sin spritranson. Ingen var intresserad av att äta den billiga maträtten utan den var en förevändning för att få dricka. Restaurangerna sparade in råvarukostnaden på rätten genom att servera samma maträtt om och om igen, eftersom den ändå inte åts upp. Samma restriktionsrätt kunde därför gå mellan kök och matsal över tio gånger innan den till slut kastades. Gästerna ”roade” sig med att sticka ned fimpar och brända tändstickor i rätten men det hindrade inte att rätten gick fram och tillbaka mellan matsal och köket under en eftermiddag eller kväll. Var det någon gäst som ville äta av maträtten sa den särskilt till och då lagade köket upp en ny fräsch rätt.  
Ofta förekommande restriktionsrätter var pytt i panna, tallrik med gröna ärter, oklara stuvningar, pölsa, ärtsoppa, sill med löksås eller ett kokt ägg. En känd gästbeställning på andra- och tredjeklassrestauranger var ”två vita, en brun, La Paloma och notan”. Det vita och bruna var då spritransonen, La Paloma (duva på spanska) var en omskrivning för restriktionsrätten som ”flög” mellan kök och matsal och notan innebar att man då inte vill ha något mer utan skulle betala direkt.

## Vägar att kringgå lagen
Det förekom olika sätt att kringgå serveringsrestriktionerna för att få dricka mer än vad som var avsett i lagen. En väg kunde förstås vara att gå till en ny restaurang (så kallad ”rundgång” eller ”krogrond”) men man kunde också försöka byta bord inne på restaurangen så att man hamnade vid en ny servitörsstation. Blev man inte upptäckt kunde man köpa en ny ranson då servitören tjänade sin lön på hur mycket de sålde och inte själva hade något intresse av att hålla igen på försäljningen. En outnyttjad ranson till exempel om en gäst inte druckit upp sina 15 cl kunde ”sparas” i servitörens minne och säljas vidare till en gäst som både betalade för ransonen och gav bra med dricks. Restaurangen kunde också rapportera kvinnliga gäster som män i sina rapporter till kontrollmyndigheten eftersom män hade dubbel ranson mot kvinnor. Även här kunde då den outnyttjade ransonen säljas vidare eller drickas upp av restaurangpersonalen.
Det förekom på tredjeklassrestauranger att vid en given signal, när personalen tittade bort eller unisont lämnade matsalen, så bytte gästerna bord med varandra och därmed kunde de serveras en ny ranson. Detta var dock farligt för restaurangen då kommunalt anställda spritspioner övervakade att serveringen sköttes som den skulle. Det förekom också att angivare från till exempel nykterhetsorganisationer rapporterade till kommunen om överservering eller andra serveringsfel. 

## Matoffer
Ett annat sätt att få dricka mer var att bjuda med någon som bara fick äta och då kunde man också få den spritranson som den matgästen hade rätt till. Det hela var förstås olagligt men sköttes diskret. Det förekom att spritsugna gäster gick utanför restaurangen och frågade i kön om någon ville vara ”matoffer”, som denna typ av matgäst kallades i folkmun. Det var en möjlighet för fattigare människor men också värnpliktiga och studenter att få ett gratis mål mat mot att de överlät sin spritranson på sin värd. Vanligen så kände dock ”matoffer” och värd varandra. Det berättas inom flottan att befäl kunde beordra en värnpliktig att vara ”matoffer”. Denne flottist kallades då för ”torrdocka”. Det var en populär kommendering då restaurangmaten ofta var bättre är regementsmaten.